# Sanxingsi Shuiku
Sanxingsi Shuiku är en reservoar i Kina. Den ligger i provinsen Hubei, i den centrala delen av landet, omkring 220 kilometer väster om provinshuvudstaden Wuhan. Sanxingsi Shuiku ligger 80 meter över havet. Trakten runt Sanxingsi Shuiku består till största delen av jordbruksmark.
Genomsnittlig årsnederbörd är 1 107 millimeter. Den regnigaste månaden är maj, med i genomsnitt 159 mm nederbörd, och den torraste är december, med 14 mm nederbörd.